# Estádio Francisco Vasques
Het Estádio Francisco Vasques is een multifunctioneel stadion in Belém, een stad in Brazilië. De bijnaam van het stadion is 'Souza'.
Het stadion wordt vooral gebruikt voor voetbalwedstrijden, de voetbalclubs Tuna Luso Brasileira en Clube Municipal Ananindeua maken gebruik van dit stadion. In het stadion is plaats voor 5.760 toeschouwers. Het stadion werd geopend in 1935.